# Балтиморский заговор
Балтиморский заговор (англ. Baltimore Plot) — предполагаемый заговор в феврале 1861 года с целью убийства избранного президента Авраама Линкольна во время его ознакомительной поездки по пути на инаугурацию. Аллан Пинкертон, основатель Национального детективного агентства Пинкертона, сыграл ключевую роль в обеспечении безопасности Линкольна на протяжении всего путешествия. Хотя учёные спорят о том, была ли угроза реальной, Линкольн и его советники явно считали, что она существует, и предприняли действия, чтобы обеспечить его безопасный проезд через Балтимор, штат Мэриленд. В конце концов, 23 февраля 1861 года он тайно прибыл в Вашингтон, округ Колумбия.
Планируемый маршрут поезда через Беллер, штат Огайо, в Уилинг, штат Вирджиния (Западная Вирджиния тогда ещё не отделилась от Вирджинии) и на восток впоследствии был изменён, он стал пролегать через окрестности Питтсбурга, через Пенсильванию в Мэриленд и, в конечном итоге, на Вашингтон. Он проехал через Балтимор незамеченным, что вызвало споры после того, как газеты раскрыли это решение, которое могло показаться трусливым. Данное происшествие и его значение с тех пор являются предметом дискуссий среди учёных.

## Предыстория
6 ноября 1860 года Линкольн был избран 16-м президентом Соединённых Штатов Америки, став первым президентом, избранным от Республиканской партии. Вскоре после его избрания многие представители Юга дали ясно понять, что отделение Конфедерации от США неизбежно, это значительно усилило напряжённость в стране.
Президент железной дороги Сэмюэл М. Фелтон поручил Аллану Пинкертону обеспечить безопасность избранного президента во время его поездки в Вашингтон. Единственная железнодорожная линия с севера на юг в Вашингтон проходила через Балтимор, из-за чего Линкольну приходилось пересекать Мэриленд, чтобы добраться до столицы, поэтому для избранного президента-республиканца было потенциально опасно проезжать через город, в котором он получил всего два процента голосов, и через штат, в котором он получил «менее 2300 голосов».
Новое республиканское правительство не собиралось рисковать, и позднее в том же году Линкольн приостановил действие многих гражданских свобод и даже приказал арестовать законодательный орган штата Мэриленд из-за опасений, что он может проголосовать за отделение. В частности, Пинкертон был чрезвычайно осторожен, что он продемонстрировал во время предстоящей войны, когда он неоднократно переоценивал силу Конфедерации и негативное влияние на политику армии Союза.

## Действия Линкольна и агенты Пинкертона

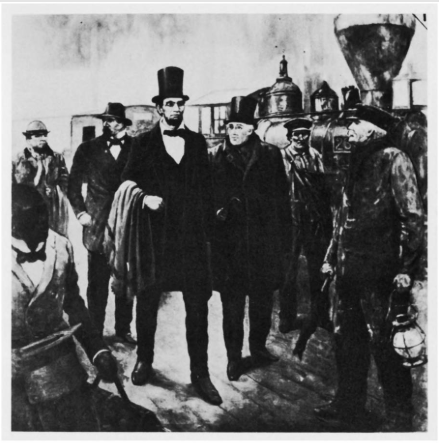
Авраам Линкольн прибывает в Вашингтон со своим камердинером и телохранителем Джонсон, Уильям Генри (слева), 1861. Линкольн, Джонсон и детективы проделали секретный маршрут из Гаррисберга, Пенсильвания в Вашингтон, округ Колумбия, чтобы предотвратить покушение.

11 февраля 1861 года избранный президент Линкольн сел в поезд, идущий на восток, в Спрингфилде, штат Иллинойс, в начале своего тура с остановками по 70 крупным и малым городам, который завершился его инаугурацией в Вашингтоне, округ Колумбия. Аллан Пинкертон, глава Детективного агентства Пинкертона, был нанят железнодорожными чиновниками для расследования подозрительной деятельности и актов уничтожения железнодорожной собственности по маршруту Линкольна через Балтимор. Пинкертон был убеждён, что существовал заговор с целью устроить засаду на вагон Линкольна между станцией Калверт-стрит Северной центральной железной дороги и станцией Кэмден железной дороги Балтимора и Огайо. Пинкертон и его коллеги-оперативники, включая Кейт Уорн, обнаружили несколько возможных заговоров в Балтиморе. Это включало расследование в отношении корсиканского парикмахера Чиприано Феррандини, известного парикмахера в отеле Barnum’s в Балтиморе и президента проконфедеративной организации «National Volunteers». Один из агентов Пинкертона присутствовал на собрании, на котором Феррандини произнёс пламенную речь, осуждающую Линкольна; после интервьюирования Феррандини они узнали о нескольких планах убийства Линкольна. Хотя только сообщения агентов Пинкертона связывали Феррандини с заговором с целью убийства, в 1860 году он отправился в Мексику, чтобы «тренироваться с сепаратистским ополчением», и встретился с Джеромом Н. Бонапартом и Томасом Уайнансом, двумя людьми из высшего общества Балтимора, которые симпатизировали Конфедерации.
Позже агенты Пинкертона провели расследование в отношении Отиса К. Хилларда, члена «Пальметтской гвардии», секретной военной организации в Балтиморе. После допроса они узнали о нескольких возможных планах убийства Линкольна, включая тот, в котором Линкольна окружала «огромная толпа» на станции Кэмден-стрит. Другой агент Пинкертона, Тимоти Вебстер, узнал из Балтимора о тайной лиге, которая планировала разрушить железнодорожные мосты и телеграфные провода, а также убить Линкольна. Другие лица, такие как сенатор Уильям Сьюард и детектив полиции Нью-Йорка Дэвид С. Букставер, пришли к выводам, аналогичным сделанным Пинкертоном, в то время как специальный комитет Конгресса также расследовал угрозу со стороны Феррандини. Однако комитет постановил, что угроза не была реальной, а доказательства не были существенными. Агенты Пинкертона также расследовали деятельность другого тайного общества — «Рыцарей золотого кольца», организации сторонников превосходства белой расы, которая планировала создать «новую нацию, в которой будет доминировать рабство», охватывающую американский Юг, Мексику и Карибский регион.
Среди других детективов Пинкертона была Хэтти Лоутон, которая выдавала себя за жену Вебстера, Уорн также, как говорят, сыграла важную роль в обеспечении безопасного прохода Линкольна для принятия присяги и в убеждении Пинкертона в существовании заговора с целью убийства Линкольна в Балтиморе. Гарри У. Дэвис, ещё один агент Пинкертона, также помог убедить Пинкертона в угрозе и ему приписывали сбор и предоставление информации о возможных заговорах.
21 февраля, когда Линкольн и его группа прибыли в Филадельфию, их предупредили об угрозах жизни президента, и он, как сообщается, оценил их предложения, но не был напуган или взволнован. Фредерик В. Сьюард, сын Уильяма Сьюарда, дал похожее предупреждение. Два дня спустя, 23 февраля, Линкольн, Пинкертон, Кейт Уорн и остальные члены группы Линкольна проехали через Балтимор, никем не узнанные, и добрались до Вашингтона, округ Колумбия, а затем до отеля Willard. После благополучного прибытия Линкольна Пинкертон встретился со своим информатором Джеймсом Х. Лакеттом, который утверждал, что предотвратил ещё один заговор с целью убийства Линкольна. Хотя Линкольну не было причинено никакого вреда, мэр Балтимора Джордж Уильям Браун раскритиковал исключение остановки в Балтиморе, назвав это «избеганием» города, и сообщил, что в результате раскрытия плана в городе возникли «враждебные чувства». Большая толпа, собравшаяся на вокзале, чтобы увидеть Линкольна, была разочарована.

## Общественное восприятие и наследие

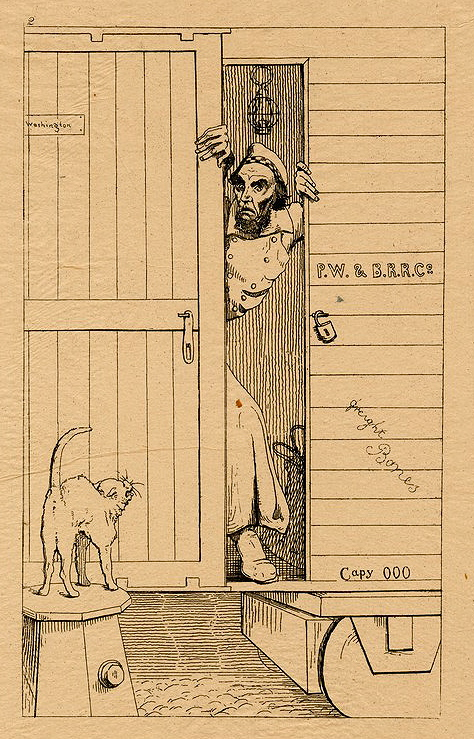
«Проезд через Балтимор». Избранный президент Линкольн изображён Волк, Адальберт позорно скрывающимся в вагоне для скота, 1863 г.

Независимо от того, подвергался ли избранный президент реальной опасности быть убитым, попытки Линкольна добраться до Вашингтона, округ Колумбия, стали унизительным инцидентом, получившим известность по всей стране. Некоторые элементы первой статьи в The New York Times от 23 февраля 1861 года были особенно осуждающими. Прежде всего, тот факт, что такой негативный отчёт пришел из ярой республиканской газеты, придал ему мгновенную достоверность, гораздо большую, чем если бы он пришёл из другого источника. Когда The New York Times опубликовала рассказ Джозефа Говарда-младшего об избранном президенте, замаскированном в шотландскую кепку и длинный плащ, это было расценено так, что Линкольн был высмеян.
Статью Говарда также расценили как прямое нападение на мужественность Линкольна. В статье утверждалось, что Линкольн не хотел и был слишком напуган, чтобы идти, но был вынужден пойти из-за возмущения полковника Самнера, а также из-за настойчивости и стыда своей жены Мэри Тодд Линкольн и нескольких других. Газеты также высмеивали Линкольна за то, что он пробрался через Балтимор среди ночи. Например, Адальберт Дж. Волк, дантист и карикатурист из Балтимора, написал знаменитую сатирическую гравюру под названием «Проезд через Балтимор». Другие газеты раскритиковали действия Линкольна. Например, карикатура журнала Vanity Fair изображала Линкольна в килте, который он обменял на платье, взятое президентом взаймы у своей жены. Газеты New York Tribune и Baltimore Sun также осудили действия Линкольна, причем последняя заявила, что его президентство было «унижено» этими действиями. Другие сообщали, что в результате заговора газеты и широкая общественность забеспокоились, что «избрали слабого, нерешительного главнокомандующего». Линкольн также сожалел о том, что проскочил через Балтимор, написав другу, что он «ни тогда, ни сейчас не верил, что меня убили бы, если бы я проехал через Балтимор…»
В своей биографии Линкольна Уорд Хилл Леймон считал этот план частью «политических амбиций» Пинкертона и счёл его фиктивным. Он утверждал, что в списке Пинкертона не было ни одного влиятельного лица, хотя Томас Холлидей Хикс, тогдашний губернатор Мэриленда, призывал «хороших людей» убить Линкольна и его окружение. Сообщается также, что Леймон предлагал Линкольну револьвер и охотничий нож для самообороны, но Пинкертон отклонил это предложение, и Линкольн отклонил предложение Леймона. Также было сказано, что план усилил «растущую напряжённость» в Мэриленде, который и так был политически разделён, а Балтимор оставался разделённым городом на протяжении всей Гражданской войны. В 1891 году писатель Л. Э. Читтенден утверждал, что не было необходимости в каких-либо мерах предосторожности, таких как маскировка, поскольку Линкольн «сел в спальный вагон в Филадельфии и спал, пока его не разбудили в нескольких милях от Вашингтона». Этот рассказ противоречит свидетельствам очевидцев, в которых утверждается, что Линкольн провёл бессонную и тревожную ночь с Леймоном и Пинкертоном. Джордж Уильям Браун, тогдашний мэр Балтимора, написал в своих мемуарах о событии, что он не был нелояльным и описал заговор как преувеличенный, сенсационный и воображаемый.
Гарольд Хольцер, исследователь Линкольна, задался вопросом, было ли решение Линкольна «неразумным» или же заговор был подлинным, заявив, что «трудно узнать» реальность, и добавил, что если заговор и существовал, то он был «в лучшем случае случайным, плохо организованным и, вероятно, обречённым на провал». Учёный Аллен С. Гельцо назвал заговор «интересным примечанием» к выборам 1860 года и инаугурации Линкольна, которое не заслуживает дополнительного внимания, и утверждал, что план дал Линкольну «неправильный урок относительно его собственной безопасности». Лиза Манн из Исторической ассоциации Белого дома заявила, что серьёзность и существование заговора «оспаривались как историками, так и современниками Линкольна», и заявила, что Пинкертон в значительной степени полагался на слухи, шепотки и молву, «чтобы установить факты дела о заговоре в Балтиморе».
Напротив, Грег Тобин написал в New York Times, что Пинкертон помог Линкольну избежать «катастрофы», которая бы его постигла, если бы он не последовал плану Пинкертона. Писатель Ричард Браунвелл утверждал, что Феррандини и его сообщники были «возмущены тем, что их обманом лишили возможности убить Линкольна».

## В популярной культуре
Жизнь Феррандини вызывала споры, а возможность его встречи с Джоном Уилксом Бутом привела к появлению оперы «Усы» Холлиса Томса, в которой описывалась возможная встреча этих двух людей. В неё вошла сцена, где Феррандини «рассказывает о речи, произнесённой Линкольном перед его инаугурацией в 1861 году», которую подслушали агенты Пинкертона.
В 1951 году компания Metro-Goldwyn-Mayer (MGM) выпустила вымышленную версию предполагаемого заговора против Линкольна под названием «Высокая мишень». Эта история в целом соответствует тому, что известно о Балтиморском заговоре, с некоторыми отличиями. Детектив полиции Нью-Йорка по имени Джон Кеннеди, которого играет Дик Пауэлл, связывается с администрацией по поводу заговора и садится в поезд в надежде узнать, есть ли на борту кто-нибудь из заговорщиков, прежде чем они доберутся до Балтимора.
На самом деле был офицер полиции Нью-Йорка, Джон Александр Кеннеди, который утверждал, что именно он раскрыл заговор в Балтиморе, но в отличие от персонажа Пауэлла в фильме, он на самом деле не был на месте преступления. Более того, Кеннеди фактически был суперинтендантом всех сил. В фильме он просто детектив-сержант.
«Смертельная ловушка» — эпизод телесериала 1966–1967 годов «Туннель времени», включающий сюжет, происходящий в Балтиморе в 1861 году. В эпизоде рассказывается о бомбе, использованной в заговоре в Балтиморе в 1861 году, а также о покушении, которое было организовано аболиционистами, надеющимися ввергнуть страну в войну, в ходе которой будет положен конец рабству; заговорщики, очевидно, симпатизируют Джону Брауну, который уже был повешен. На самом деле Гражданская война в США началась в апреле 1861 года с нападения на форт Самтер. Писатель Марк С. Рейнхарт раскритиковал эпизод за его историческую неточность, за «слишком нелепость» даже для «Туннеля времени», за декорации, больше похожие на город на Диком Западе, чем на Балтимор, и за «скучный просмотр» для поклонников Линкольна.
В популярном сериале на YouTube «История кукол» есть эпизод, в котором описывается упрощённая версия Балтиморского заговора. Эпизод под названием «Как первая женщина-детектив Америки спасла Эйба Линкольна» в основном посвящён Кейт Уорн и тому, как она помогла спасти жизнь избранного президента. Существует также графический роман Джеффа Дженсена, посвящённый Кейт Уорн и роли Пинкертона, под названием «Лучшие ангелы: Приключение Кейт Уорн».